# William a Kate
William a Kate (anglicky William & Kate) je americký romantický film Marka Rosmana o seznámení a námluvách prince Williama a Kate Middletonové. Camilla Luddingtonová hraje Kate a Nico Evers-Swindell hraje prince Williama. Film byl natočen v USA a jsou mu vytýkány především faktografické chyby.

## Obsah
Film pojednává britském princi Williamovi a jeho budoucí manželce Kate. Film zachycuje jejich seznámení, zásnuby a přípravy na svatbu.